# Ловера, Роберто
Робе́рто Хосе́ Лове́ра Вида́ль (исп. Roberto José Lovera Vidal; 14 ноября 1922, Монтевидео — 22 июня 2016, там же) — уругвайский баскетболист, выступал за национальную сборную Уругвая в начале 1940-х — середине 1950-х годов. Участник двух летних Олимпийских игр, бронзовый призёр Олимпийских игр в Хельсинки, четырёхкратный чемпион Южной Америки, участник чемпионата мира в Рио-де-Жанейро.

## Биография
Родился в Монтевидео. Увлекался баскетболом с детства, в разное время выступал за столичные баскетбольные клубы «Олимпия» и «Мальвин».
Первого серьёзного успеха на взрослом международном уровне добился в сезоне 1943 года, когда вошёл в основной состав уругвайской национальной сборной и побывал на чемпионате Южной Америки в Перу, откуда привёз награду золотого достоинства. В 1945 году в Эквадоре был серебряным призёром южноамериканского первенства, тогда как в 1947 году в Бразилии вновь стал чемпионом.
Благодаря череде удачных выступлений удостоился права защищать честь страны на летних Олимпийских играх в Лондоне. Уругвайцы заняли второе место в своей группе, уступив только Бразилии, и пробились тем самым в четвертьфинальную стадию. Тем не менее, в четвертьфинале они со счётом 28:63 проиграли главным фаворитам соревнований сборной США, которые вскоре стали олимпийскими чемпионами. В утешительном матче Уругвай 45:36 выиграл у Южной Кореи и, таким образом, расположился в итоговом протоколе на пятом месте.
На чемпионате Южной Америки 1949 года, прошедшем в Парагвае, Ловера защитил звание чемпиона континента. Позже прошёл отбор на Олимпийские игры 1952 года в Хельсинки. В группе уругвайцы обыграли всех соперников кроме сборной США и заняли второе место. Во второй групповой стадии выиграли все три матча и с первого места попали в полуфинальную стадию. В полуфинале команда Уругвая со счётом 57:61 уступила команде СССР, но в матче за третье место всё же выиграла у Аргентины и удостоилась бронзовых олимпийских медалей. Ловера при этом являлся капитаном уругвайской сборной и принял участие во всех восьми встречах своей команды.
В 1953 году на домашнем южноафриканском первенстве в очередной раз одержал победу, добавив в послужной список четвёртую золотую награду. Последний раз выступал на международной арене в составе сборной Уругвая в сезоне 1954 года, когда побывал на чемпионате мира в Рио-де-Жанейро. Тем не менее, уругвайцам не удалось попасть здесь в число призёров, в итоговом протоколе соревнований они расположились на шестой позиции.
После завершения спортивной карьеры Роберто Ловера проживал на родине в Монтевидео, умер 22 июня 2016 года в возрасте 93 лет.